# La Chopera del Retiro
La Chopera del Retiro es una extensión de terreno diáfana situada en el Suroeste del Parque del Retiro de Madrid, que en el pasado estuvo rodeada de chopos, ahora desaparecidos, y que fue repoblada con otras especies arbóreas. Desde 1970, alberga el Centro Deportivo Municipal La Chopera, gestionado por el Ayuntamiento de Madrid.

## Historia
Después de la Guerra de la Independencia Española (1808-1814) este terreno estaba vacío y sin uso. En el reinado de Alfonso XII (1857-1885) se utilizó para realizar la Feria de Ganado de Madrid. Se construyeron para este efecto pabellones modernistas, hoy desaparecidos, por la fragilidad de los materiales con los que se fabricaron y la falta de interés en su conservación. Hoy solo perviven de esa época los pabellones del Palacio de Velázquez y del Palacio de Cristal.
En el reinado de Alfonso XIII se instaló en La Chopera un hipódromo, en el que el propio monarca aprendió equitación junto con otros aristócratas, zona de entrenamiento de la Sociedad Hípica Española, y varias instalaciones deportivas. El terreno resultó insuficiente para servir como hipódromo y se trasladó al Hipódromo de la Zarzuela en 1907.
Con el tiempo se construyó en su lugar una ría de 200 metros de largo y 4 metros y medio de ancho que desembocaba, por un cauce artificial, en un estanque poco profundo de 100 metros de largo. Ambos existen hoy día. El estanque suele estar habitado por patos y cisnes.